# Hipogeusia
La hipogeusia es la sensibilidad disminuida para el gusto. Esta enfermedad reduce la 
capacidad de sentir sabores, ya sean dulces, salados, amargos o ácidos.

## Causas
Hay muchos factores que pueden causar hipogeusia. Algunas causas de hipogeusia incluyen la quimioterapia con bleomicina, un antibiótico antitumoral, así como la deficiencia de zinc.
- Datos: Q5959620